# Lytrophila ingeminata
Lytrophila ingeminata är en fjärilsart som beskrevs av Edward Meyrick 1914. Lytrophila ingeminata ingår i släktet Lytrophila och familjen säckspinnare. Inga underarter finns listade i Catalogue of Life.